# Shigelose
Shigelose é uma infeção dos intestinos causada por bactérias do género Shigella. Os sintomas geralmente manifestam-se um a dois dias após exposição e incluem diarreia, febre, dor abdominal e vontade em defecar mesmo quando o intestino está vazio. A diarreia pode-se apresentar com sangue. Os sintomas geralmente manifestam-se entre cinco e sete dias. Entre as possíveis complicações estão a artrite reativa, sepse, crises epilépticas e síndrome hemolítico-urémica.
A shigelose é causada por quatro tipos específicos de Shigella. A bactéria é geralmente transmitida pela exposição a fezes infetadas. A exposição pode ocorrer em alimentos, água ou mãos contaminados. A bactéria pode ainda ser transmitida por moscas ou ao trocar uma fralda. O diagnóstico é feito com coprocultura.
Não existe vacina. É possível diminuir o risco de infeção lavando as mãos de forma adequada. A  shigelose geralmente cura-se por si própria sem necessidade de tratamento específico. Recomenda-se repouso e beber líquidos em quantidade suficiente. O subsalicilato de bismuto pode aliviar alguns sintomas. No entanto, não são recomendados medicamentos que atrasam os movimentos intestinais, como a loperamida. Em casos graves podem ser administrados antibióticos, embora seja comum a resistência antibiótica. Os antibióticos mais comuns são ciprofloxacina e azitromicina.
Estima-se que em 2015 tenham ocorrido pelo menos 80 milhões de casos de shigelose em todo o mundo, tendo a doença sido responsável por 700 000 mortes. A maior parte dos casos ocorre nos países em vias de desenvolvimento. A doença é mais comum entre as crianças mais novas. É comum a ocorrência de surtos da doença em escolas e infantários. A doença também é relativamente comum entre viajantes.

## Sinais e sintomas

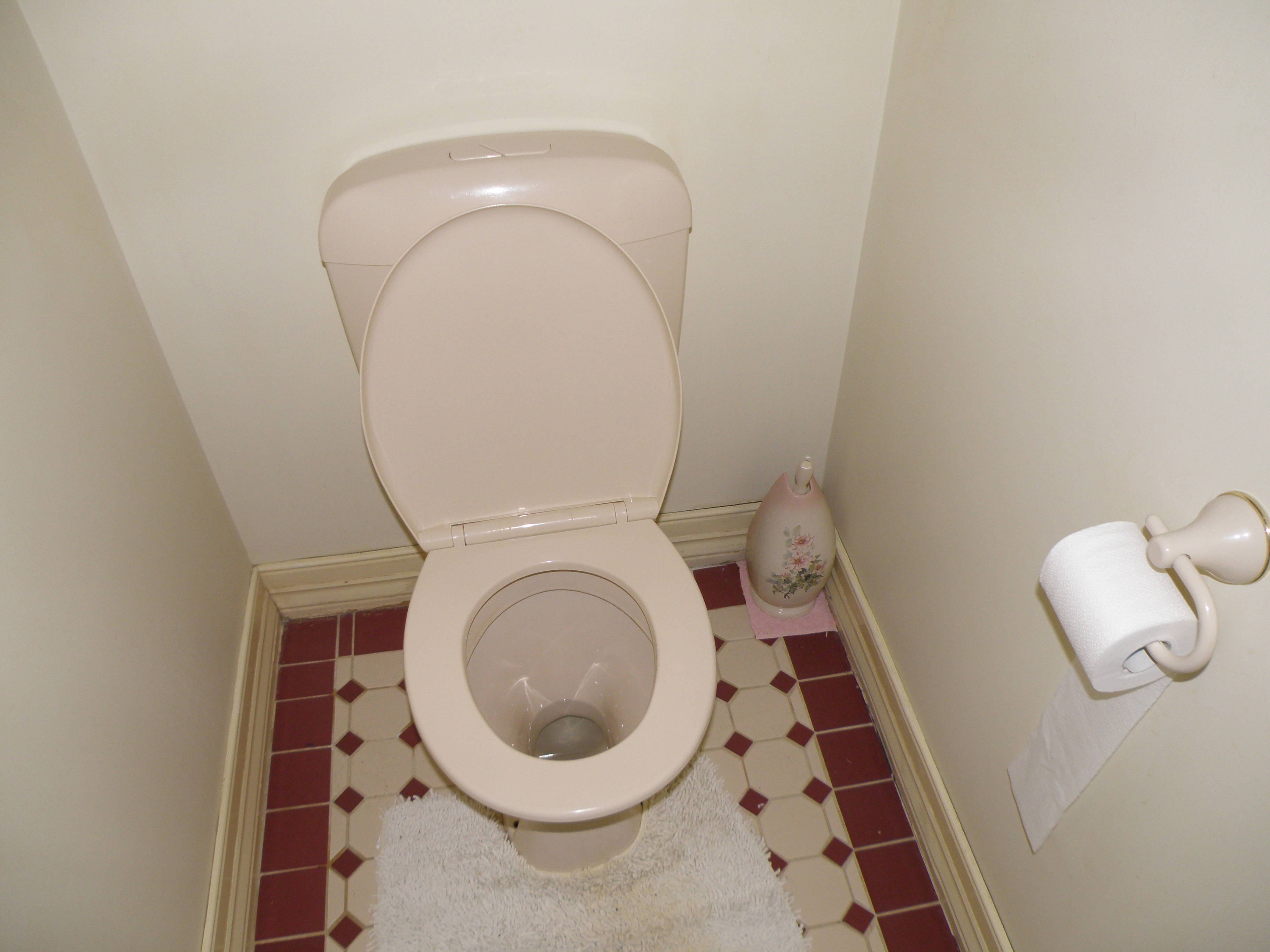
A desidratação por diarreia sanguinolenta pode causar desidratação fatal caso não haja água limpa suficiente disponível, especialmente em crianças menores de 5 anos.

Bactéria do gênero Shigella produzem toxinas que podem atacar o revestimento do intestino grosso, provocando inchaço, úlceras na parede intestinal e diarreia aquosa volumosa e dolorosa. Outros sintomas incluem:
- Diarreia com sangue e muco;
- Dor de barriga;
- Febre;
- Perda de apetite;
- Náuseas e vômitos;
- Dor ao urinar.

O tempo de latência (ou seja, sem sintomas), é de 12 a 96 horas, e a recuperação leva de 5 a 7 dias.
Complicações
Sinais e sintomas de complicações:
- Convulsões;
- Rigidez no pescoço;
- Dor de cabeça;
- Cansaço extremo;
- Confusão mental e;
- Desidratação;

Outras complicações mais raras:
- Artrite;
- Erupções cutâneas e;
- Insuficiência renal.

## Causas

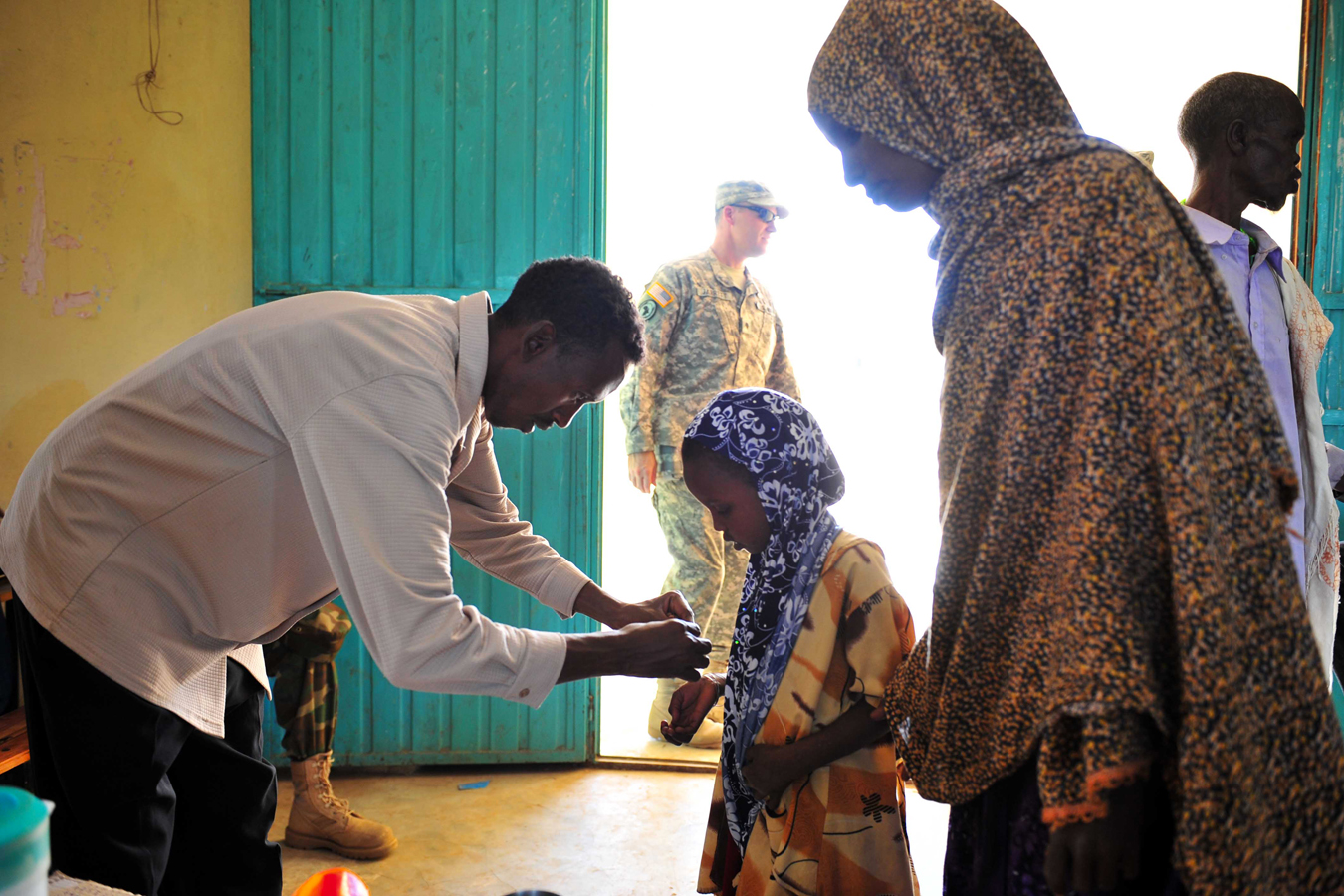
Crianças em países pobres são as principais vítimas da shiguelose.

Bactérias 'Shigella freqüentemente são encontrados em águas infectadas com fezes humanas ou animais. Ingerir alimentos irrigados com essa água ou bebê-la diretamente é a via mais comum de infecção. Também pode ser transmitida por contato direto com a pessoa contaminada no caso de falta de higiene adequada, especialmente entre as crianças.
Bactérias gram negativas do gênero Shigella, podem ser classificadas em quatro espécies:
- S. dysenteriae (grupo A);
- S. flexneri (grupo B);
- S. boydii (grupo C) e;
- S. sonnei (grupo D).

### Shigella

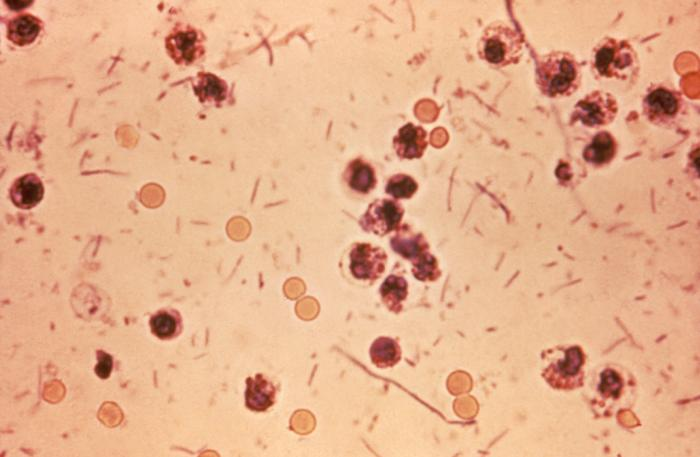
S. sonnei é o agente causador de 77% dos casos em países industrializados.

As Shigella são bacilos não móveis Gram-negativos anaeróbios facultativos, pertencentes à família Enterobacteriaceae. Há várias espécies que podem causar disenteria, como S.dysenteriae (sintomas mais graves), S.flexneri, S.boydii e S.sonnei (menos grave). Ao contrário de outros patogênicos intestinais, as Shigella são altamente invasivas.
As Shigella produzem a Endotoxina ShT1 (no caso da S. dysenteriae, esta produz a Exotoxina Shiga) que destroem os ribossomas das células hospedeiras, impedindo a síntese proteica e matando a célula.
Elas são endocitadas pelas células M da mucosa intestinal, invadindo a submucosa, sendo depois fagocitadas por macrófagos. São resistentes à fagocitose, e induzem a apoptose (morte) do macrófago. Então produzem proteínas extra-celulares especificas, as invasivas, que lhes permitem acoplar e invadir os enterócitos, onde se multiplicam até destruírem as células.

## Diagnóstico

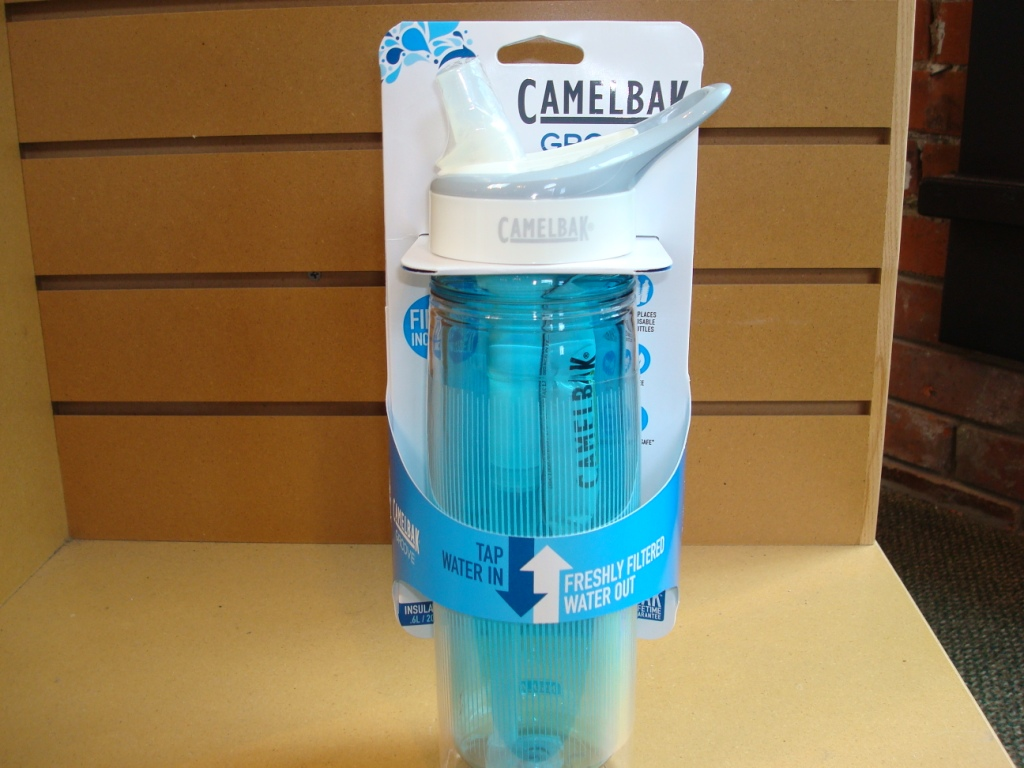
Investigar a fonte de água da região pode esclarecer a causa do surto e prevenir novos casos fornecendo água filtrada aos habitantes.

É clínico (análise dos sintomas), epidemiológico (análise dos fatores de risco locais) e laboratorial (exame de fezes). O exame de fezes permite identificação das colônias suspeitas por meio de provas bioquímicas e sorológicas, destacando-se a excelência dos métodos imunoenzimáticos e o PCR para realização do RX.

### Diagnóstico diferencial
Outras causas de diarreia grave são:
- Gastroenterites virais;
- Salmonelose e;
- Protozoários;

## Tratamento

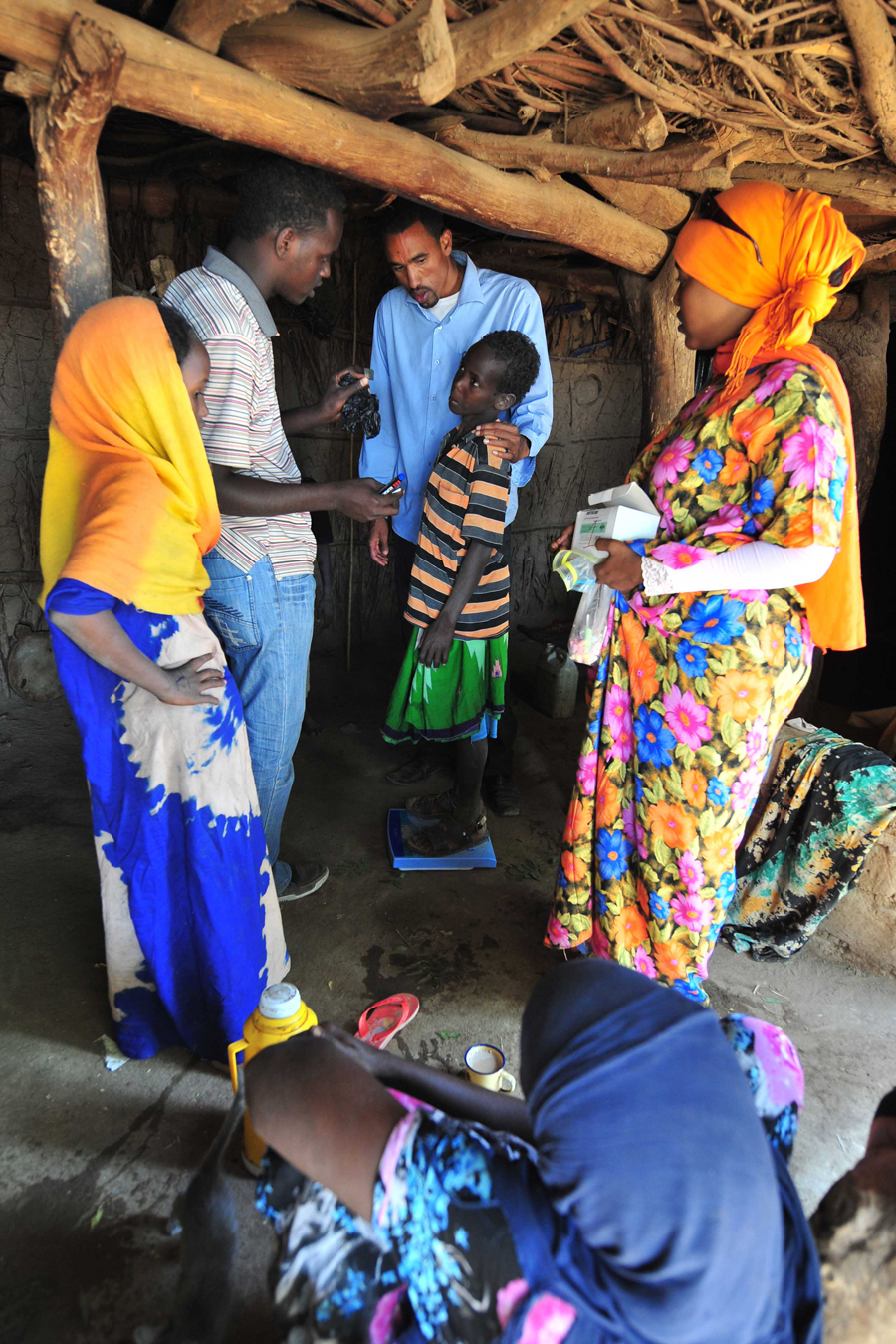
Em locais sem água tratada o risco de re-infecção é elevado, por isso é recomendado água engarrafada e soro fisiológico nas áreas onde há surtos da doença.

Semelhante ao tratamento de outros tipos de diarreia o mais importante é manter o paciente hidratado e bem nutrido enquanto o próprio corpo elimina a doença. Basicamente um copo de água, soro ou leite materno com frequência conforme a sede e repouso até a diarreia e vômitos pararem. Inicialmente, a criança deve receber de 50 a 100ml/kg, no período de 4 a 6 horas; as crianças amamentadas devem continuar recebendo leite materno, junto com reidratação oral.
A sociedade brasileira de infectologia só recomenda o uso de sonda nasogástrica-SNG em casos de perda de peso significativo com diarreia e vômitos persistentes, distensão abdominal com ruídos hidroaéreos presentes ou dificuldade de ingestão. Nesses casos, administrar 20 a 30ml/kg/hora de soro. Hidratação parenteral é recomendada em caso de alteração da consciência, vômitos persistentes (mesmo com uso de sonda nasogástrica) e íleo paralítico. Nos casos graves são indicados antimicrobianos.

## Epidemiologia
Shiguelose é uma endêmica em todo o mundo, e responsável por cerca de 120 milhões de casos de disenteria grave, com sangue e muco nas fezes. Quase sua totalidade ocorre em países em desenvolvimento, com saneamento inadequado, e envolvem crianças menores de cinco anos de idade.
Brasil
Em 2010 no Brasil, 8 a 10% das crianças com menos de um ano de idade e de 15 a 18% dos maiores de 2 anos sofreram com a doença em algum momento de suas vidas. As áreas do interior sem tratamento adequado de água são as mais afetadas.